# Virtual Boy
Virtual Boy o Nintendo Virtual Boy és una consola portàtil de Nintendo llençada al mercat japonès i estatunidenc l'any 1995. Ideada pel creador de la famosa Game Boy, Gumpei Yokoi, el Virtual Boy era una consola de jocs de 32 bits capaç de crear una sensació de tridimensionalitat en el jugador, gràcies a la utilització d'uns sofisticats projector de vídeo i sistema estereoscòpic.
L'escassa venda del producte (770.000 unitats, durant la seva vida comercial) i les seves característiques tan especials, fan que actualment sigui un objecte de col·leccionista molt buscat i preuat pels interessats en el món dels videojocs.
A pesar de la definició de portàtil per part de Nintendo, el sistema no ho és vertaderament, ja que el pes i la necessitat d'usar-lo d'una forma determinada (assegut o ajagut a terra), i el perill de fer malbé la maquinària interior de la consola si s'usa dins d'un lloc en moviment (com un cotxe) impossibiliten poder-lo comparar amb qualsevol altra consola portàtil, però també, amb una consola de sobretaula, sent així una de les definicions més encertades la de sistema semi-portàtil, o portable.
Una de les característiques més criticades de la màquina fou el fet que la pantalla simplement es veia en una paleta de color roja i negra, produint que no fos recomanable la utilització per menors de 7 anys, i per estones superiors a 20 minuts en la resta de gent. La raó de fer una paleta de colors basada només en el vermell, es deu, segons Nintendo, al fet que la inclusió dels filtres blau i verd per fer la resta de paleta cromàtica hauria causat una imatge molt borrosa, i un increment notable del preu del producte.

## Rebuda

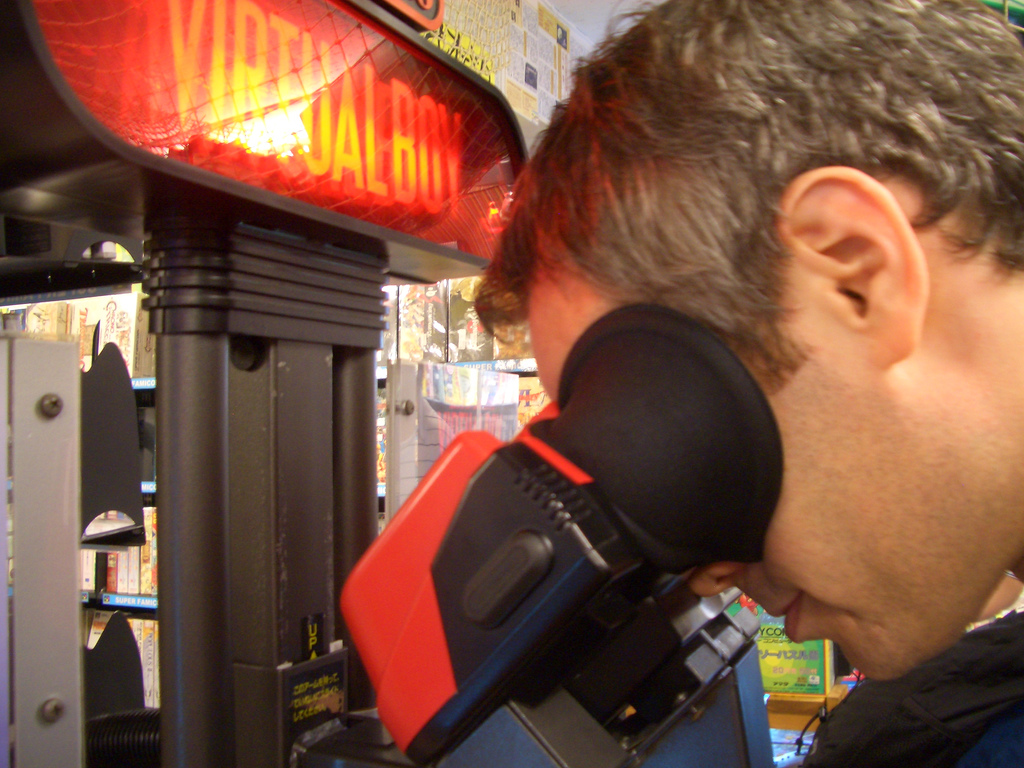
Un home que utilitza un ocular de Virtual Boy

El Virtual Boy va ser abrumadorament criticat pels crítics i va ser un fracàs comercial. El Virtual Boy va fracassar per diversos motius, entre ells "el seu alt preu, la incomoditat provocada pel joc i el que es va considerar que era una campanya de màrqueting mal gestionada".
Els jugadors que van previsualitzar el sistema a l'espectacle de Shoshinkai el 1994 es van queixar el demo de Mario no era prou realista, no estava a tot color, i no permetia "rastrejar" (el moviment de la imatge quan el jugador gira el cap). L'editorial principal de Electronic Gaming Monthly després de l'espectacle, Ed Semrad va predir que el Virtual Boy tindria poques vendes de llançament a causa de la pantalla en blanc i negre, la manca de veritable portabilitat, una línia poc impressionant de jocs vistos al xou de Shoshinkai i el preu que ell va argumentar era tan baix com podia rebre el maquinari, però encara massa car per l'experiència que ofereix el sistema. Els editors de Next Generation també eren dubtosos dels possibles prospectes del Virtual Boy quan van sortir de l'espectacle i van concloure en el seu article sobre el sistema comentant: "Però, qui ho comprarà? No és portàtil, és incòmode, és 100% antisocial (a diferència dels jocs multijugador SNES/Genesis), és massa car i, el més important, el 'VR' (és a dir, efecte 3D) no afegeix res al joc: és només una novetat."
Després del seu llançament, les ressenyes del Virtual Boy van elogiar la seva novetat, però van qüestionar el seu propòsit final i la seva viabilitat. The Los Angeles Times va descriure el joc com "alhora familiar i estrany." La columna va elogiar la qualitat del moviment i els gràfics immersius, però va considerar el propi maquinari tediós d'usar i no portàtil. Una columna posterior del mateix revisor va trobar que el sistema era una mica asocial, tot i que va esperar la futura consola. La revisió del sistema poc després del llançament nord-americà, Next Generation va dir, "Inusual i innovador, el Virtual Boy pot ser vist com una aposta de la mateixa manera que ho va ser la Game Boy, però és molt més difícil veure el VB tenir èxit en el mateix nivell de conquesta mundial que va fer la Game Boy. "Van elaborar que mentre la pantalla nítida i l'original efecte 3D són impressionants, aspectes com la visualització monocromàtica i els possibles danys a la visió dels joves. Els jugadors limiten de manera severa l'atractiu del sistema i han afegit que la biblioteca de programari era decent, però no va poder treure profit de les franquícies més venudes de Nintendo. (els jocs de Zelda i Metroid eren absents, i els de Mario no tenien el mateix estil que els lliuraments més reeixits de la sèrie) i no tenien un venedor del sistema per comparar-lo amb el programa el Tetris per la Game Boy.
Mentre que Nintendo havia promès una experiència de realitat virtual, la pantalla monocromàtica limita el potencial d'immersió del Virtual Boy. Els revisors sovint consideraven els trets tridimensionals com un truc, afegits als jocs que eren essencialment 2- o 1-dimensional. The Washington Post vaig sentir que, fins i tot quan un joc dona la impressió de tridimensionalitat, pateix de "gràfics vectorials buits". Yokoi, l'inventor del sistema, va dir que el sistema va millorar els jocs d'acció i trencaclosques, tot i que aquests tipus de jocs només proporcionen una immersió mínima. Múltiples crítiques lamentem l'absència de "head-tracking" al maquinari de Virtual Boy. Els crítics van trobar que, com a resultat, els jugadors no van poder submergir-se en els mons dels jocs de Virtual Boy. En el seu lloc, van interactuar amb els mons de ficció a la manera de qualsevol joc en dues dimensions tradicionals (és a dir, a través d'un controlador). Boyer va dir que la consola "lluita per fusionar les dues formes de comunicació diferents de les consoles domèstiques i els dispositius de realitat virtual". Mentre que el dispositiu feia servir tècniques de realitat virtual, ho feia a través de la consola domèstica tradicional. No es va incorporar cap suport en el cos del joc.
Molts crítics es van queixar de símptomes fisiològics dolorosos i frustrants quan es jugava al Virtual Boy. Bill Frischling, escrivint per The Washington Post, va experimentar "marejos, nàusees i mals de cap". Els revisors van atribuir els problemes tant a la visualització monocromàtica com a la incòmoda ergonomia. Diversos científics destacats van concloure que els efectes secundaris a llarg termini podrien ser més greus i els articles publicats en revistes com Electronic Engineering Times i TechWeb de CMP Media van especular que utilitzar qualsevol auricular immersiu com el Virtual Boy podria causar malalties, flashbacks, i fins i tot dany cerebral permanent. Nintendo, en els anys posteriors a la desaparició de Virtual Boy, va ser franca en el seu fracàs. Howard Lincoln, president de Nintendo of America, va dir que el Virtual Boy "va ser un fracàs".